# Карпов, Аркадий Валентинович
Арка́дий Валенти́нович Ка́рпов (1928, Москва — 2005, Обнинск) — советский и российский физик. Лауреат Государственной премии СССР (1974, за создание реактора БОР-60).

## Биография
Аркадий Карпов родился в Москве в 1928 году.
После окончания в 1952 году Московского инженерно-физического института (МИФИ) был направлен на работу в Физико-энергетический институт (ФЭИ).
В 1953—1955 годах был старшим инженером по управлению ЯР, заместителем начальника смены на Обнинской АЭС. В 1955—1962 годах — начальник смена на БР-2 и БР-5. В 1962—1966 годах исполнял должность главного инженера БР-5. В 1969—1998 годах — начальник лаборатории ФЭИ.
Принимал участие в проектировании, сооружении, пуске, эксплуатации Обнинской АЭС. Осуществлял научное руководство по проектированию, строительству, пуску БОР-60 в качестве представителя научного руководителя проблемы. Руководил работами по проектированию и разработке натриевых систем и оборудования БН-350, БН-600, БН-800 и др. Принимал участие в сооружении и пуске БН-350 и БН-600 в качестве представителя научного руководителя.
В 1974 году за создание реактора БОР-60 Карпову было присвоено звание лауреата Государственной премии СССР.
Один из лидеров обнинского любительского волейбола.